# A Battle of Wits (film 1912)
A Battle of Wits è un cortometraggio muto del 1912. Non si conosce il nome del regista, ma nei titoli appare il nome di Storm Boyd come aiuto regista. Il film era interpretato da Tom Moore e da Alice Joyce.

## Produzione
Il film fu prodotto dalla Kalem Company.

## Distribuzione
Distribuito in sala dalla General Film Company, il film - un cortometraggio in una bobina - uscì nelle sale il 25 novembre 1912. Ne venne fatta una riedizione che fu distribuita il 27 agosto 1915, l'anno in cui la Kalem venne venduta.